# Casa de Beneficència (Tarragona)
La Casa de Beneficència és un antic convent convertit en seu de la Diputació de Tarragona. És protegit com a bé cultural d'interès local.
Antic convent construït pels frares de Sant Antoni durant la segona meitat del segle xiv. Durant la primera meitat del segle xix, el 1835, l'edifici va ser desamortitzat i va passar a l'Estat que va cedir-lo per Casa Provincial de Beneficència. El 1838 fou declarat ruïnós i inútil, però gràcies a les gestions de l'arquitecte Josep Oriol no es va enderrocar. Al llarg del segle xix va ser rehabilitat en successives ocasions.
Avui en dia l'edifici conserva les reformes dutes a terme per l'arquebisbe Josep Sanchís, que pertanyia a l'orde dels Mercedaris (el seu escut es conserva al Saló de Sessions de la Diputació (1690) i també part de les decoracions del segle xvii que formaven part d'una capella lateral). Cal destacar d'època moderna la zona del claustre.

## Descripció
Edifici compacte de planta aproximadament rectangular. Té planta baixa i tres pisos. Es veuen clarament diferenciades dues fases per l'acabament de la façana. La primera a la part superior, de línies neorenaixentistes que donen la volta al carrer-plaça de Sant Antoni i l'altra mirant cap al sud, de línies arrodonides, per organitzar el conjunt d'arcs que donen el ritme repetitiu de grans característiques estètiques i que posseeix també un gran valor referencial des del costat del mar.

## Història
El 1299 l'Orde dels Mercedaris ocupà l'edifici davant la Porta de Sant Antoni, que antigament havia estat propietat dels frares de Sant Antoni i que tornaren a ocupar l'any 1375. El convent de la Mercè, pel fet de la seva situació al costat de la porta de Sant Antoni i protegit pels baluards de Sant Antoni i de la Mercè, va patir moltes vegades les conseqüències de la guerra i de les revoltes que van assolir la ciutat al llarg dels segles XVII, XVIII i xix.
Al segle xvii, enderrocat per la guerra, va ser reconstruït per Fra Josep Sanchís i l'ordre de la Mercè l'ocupà fins al 1835, quan l'edifici va ser desamortitzat i va passar a l'Estat que va cedir-lo per Casa Provincial de Beneficència. El procés va ser lent, ja que el 1838 va ser declarat ruïnós i inútil, però gràcies a les gestions de l'arquitecte Josep Oriol no es va enderrocar. Durant uns anys va ser destinat a Parc d'artilleria i l'any 1849 l'Estat el cedí a la Diputació, iniciant-se la seva reconstrucció i ja destinat a Casa de Beneficència.
Al llarg del segle xix va ser rehabilitat en successives ocasions. Cal destacar les obres de sanejament i la construcció d'un barracó destinat a la beneficència. Totes dues obres van ser dissenyades per Ignasi Jordà el 1854.
Als anys 1860, l'arquitecte provincial, Francesc Barba Masip, va reformar l'interior i va organitzar la disposició de les obertures a l'exterior de forma simètrica, obertures que va tornar a decorar el 1877. Ramon Salas també va fer algunes modificacions i obres de millora a l'edifici. Cal destacar que van ser diverses les construccions al jardí, és el cas del pavelló d'ancians dissenyat per Francisco Monravá Soler el 1925.
En els últims anys s'ha millorat l'immoble i la seva rehabilitació ha alterat alguns elements com ara la porta d'accés o la disposició de les obertures a la zona superior. Però les inversions de la Diputació han recuperat un edifici emblemàtic que 150 anys enrere estava en perill la seva conservació.